# عبد الله البعيجان
عبد الله بن عبد الرحمن بن سليمان البعيجان  (1979م/ 1399هـ - ) إمام وخطيب المسجد النبوي الشريف، وعضو هيئة التدريس في الجامعة الإسلامية بالمدينة النبوية.
حصل على إجازة برواية حفص عن عاصم من طريق الشاطبية من الشيخ أ. د. إبراهيم بن سعيد الدوسري أستاذ القراءات بجامعة الإمام محمد بن سعود. ومجاز أيضاً من الشيخ عبد الحكيم بن عبد السلام خاطر عضو اللجنة العلمية لمراجعة مصحف المدينة النبوية بمجمع الملك فهد لطباعة المصحف الشريف.
صدر الأمر الملكي الكريم بتعيينه إماماً رسمياً للمسجد النبوي، بتاريخ 9 أكتوبر 2013 م الموافق 1434/12/4هـ، فيما أمّ المصلين في المسجد النبوي لأول مرة، في ليلة 15 رمضان 1434هـ الموافق 24 يوليو 2013م.
وفي يوم الجمعة 7 أكتوبر 2016 ألقى خطبته الأولى في المسجد النبوي.

## مسيرة الشيخ أكاديمياً
- نال درجة البكالوريوس من كلية الشريعة بجامعة الإمام عام 1422 هـ
- عمل معلما في وزارة التربية والتعليم (وزارة التعليم حاليا)، منذ عام 1422 هـ وحتى عام 1429هـ.
- نال درجة الماجستير من المعهد العالي للقضاء (قسم السياسة الشرعية) شعبة الأنظمة، عام 1426 هـ
- عمل محاضراً في كلية العلوم والدراسات الإنسانية بمحافظة الخرج، التابعة لجامعة الملك سعود. وبعد تعيينه إماماً للمسجد النبوي انتقل للتدريس في الجامعة الإسلامية بالمدينة النبوية.
- نال درجة الدكتوراه بتقدير ممتاز، في قسم السياسة الشرعية بالمعهد العالي للقضاء بجامعة الإمام محمد بن سعود الإسلامية، وكان عنوان رسالته العلمية: «تحقيق ودراسة لكتاب الأدلة القطعية في عقود الولايات والسياسة الشرعية لعبد الله بن محمد الزّكي الغَزِي الحنبلي من علماء القرن التاسع الهجري» وقد قررت لجنة المناقشة منحه درجة الدكتوراه بتقدير ممتاز مع التوصية بطباعة الرسالة وذلك في شهر شعبان من عام 1437هـ.

## البحوث العلمية
- 1) تحقيق ودراسة لكتاب: (الأدلة القطعية في عقود الولايات والسياسة الشرعية)، لعبد الله بن محمد الزّكي الغَزِي الحنبلي. (رسالة دكتوراه).
- 2) الأنواع الخاصة للشيك وطرق الوفاء بها دراسة مقارنة. (ماجستير).
- 3) أحكام الجهاد في الفقه الإسلامي.
- 4) إجابات على تساؤلات حول جماعة التكفير والهجرة.
- 5) الطبيعة القانونية لعمل أعضاء هيئة التحقيق و الادعاء العام.
- 6) الأصل براءة المتهم.
- 7) طرق الحكم بالتعويض في الفقه و النظام.
- 8) الدور السياسي للمرأة في سير الأنبياء.

## إمامته للمصلين
- كان الشيخ عبد الله البعيجان إماماً بجامع البواردي بحي العزيزية بمدينة الرياض.
- كُلف لإمامة المصلين في صلاة التراويح في المسجد النبوي في رمضان عام 1434هـ.
- عين إماما رسميا في المسجد النبوي الشريف في يوم الأربعاء 9 (عدد) أكتوبر 2013م الموافق 4 (عدد) ذي الحجة 1434هـ
- إمام وخطيب المسجد النبوي حالياً.